# Alfons XIII
Alfons XIII  (ur. 17 maja 1886 w Madrycie, zm. 28 lutego 1941 w Rzymie) – król Hiszpanii, syn (pogrobowiec) króla Alfonsa XII i jego żony, królowej Marii Krystyny. Panował formalnie od urodzenia do ustanowienia Drugiej Republiki Hiszpańskiej w 1931. Był także w latach 1936–1941 legitymistycznym pretendentem do tronu Francji (jako Alfons I).

## Życiorys
Alfons XIII oficjalnie objął tron 17 maja 1902 w wieku szesnastu lat. Nowy król był zapalonym miłośnikiem automobilizmu. Uwielbiał armię. Przez cały okres jego panowania oficerowie stanowili najbliższy krąg przyjaciół i doradców. Alfons XIII przejawiał silne ambicje polityczne. Nie chciał zadowalać się rolą obserwatora i mediatora. Z przekonań liberał (mimo konserwatywnego wychowania) i zwolennik reform konstytucyjnych, mających przybliżyć Hiszpanię do standardów europejskich. Mimo to, co najmniej dwukrotnie podejmowano próby zamachu na jego osobę – w 1905 w Paryżu i rok później w Madrycie (ocaliła go kareta wyłożona materiałem kuloodpornym opracowanym przez polskiego wynalazcę Jana Szczepanika). Zwalczany zarówno przez tradycjonalistów, jak i lewicę (anarchistów i socjalistów).

## Panowanie
Obejmował państwo od lat pogrążone w kryzysie. System polityczny stworzony w 1876 uległ załamaniu. Przyczynami kryzysu były: erozja systemu dwupartyjnego, kataloński regionalizm i rozwój masowych ruchów rewolucyjnych. Król za pomocą kolejnych rządów podejmował próby przeprowadzenia reform. W dobie rządów Antonio Maury opracowano projekt reformy administracji, zwiększono zakres niezależności sądownictwa, podjęto pierwsze próby państwowej regulacji rent agrarnych, podjęto działania w celu stworzenia komisji arbitrażowych ustalających płace robotnicze. Z kolei za czasów kolejnego premiera, Joségo Canalejasa, pracowano nad kwestiami socjalnymi, przeprowadzono modyfikacje systemu podatkowego, zmieniono system poboru do wojska. Premier Canalejas uregulował też kwestię marokańską. Doprowadził do układu francusko-hiszpańskiego, na mocy którego z części sułtanatu marokańskiego utworzono protektorat hiszpański. Był ostatnim politykiem czasów Alfonsa XIII, który był obdarzony szerszą wizją polityczną.

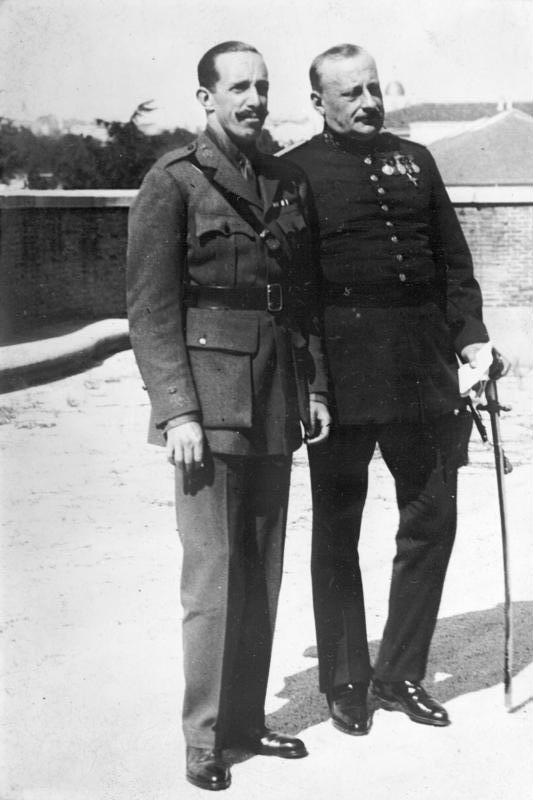
Król Alfons XIII z Primo de Riverą, 1930

## Lata dyktatury
Kolejne lata rządów Alfonsa XIII to czas narastających protestów społecznych, strajków, konfliktów politycznych. Nie pomógł powołany przez króla liberalny rząd zgody narodowej. Nie cieszył się on szerszym zaufaniem społecznym. Nie wspierał go także sam Alfons XIII, który pochłonięty był bardziej sprawami Maroka. 13 września 1923 Primo de Rivera przeprowadził zamach stanu. Był to początek dyktatury. Parlament próbował stawiać opór, ale generał zyskał sojusznika w królu Alfonsie XIII, który miał nadzieję, że sytuacja ta ochroni go przed odpowiedzialnością za klęskę pod Annual. Król sam zresztą rozważał wcześniej pomysł zamachu stanu i ustanowienia systemu autorytarnego. Powierzył misję tworzenia rządu Primo de Rivierze. Zawieszona została konstytucja. Przestały działać dotychczasowe struktury rządowe. Gubernatorów cywilnych zastąpiono wojskowymi.
Oprócz niezaprzeczalnych sukcesów lata rządów Primo de Rivery przyniosły też niekorzystne zmiany. Rosnące stale wydatki doprowadziły do dużej inflacji. Nie przeprowadzono wielu ważnych reform społecznych. Różnice pomiędzy poszczególnymi warstwami społecznymi stale rosły. Kryzys się wzmagał. Dyktator bał się utraty poparcia. Alfons XIII wyczuwał narastający sprzeciw wobec dyktatora. Aby ratować sytuację, mianował premierem Damaso Berenguera. Było już jednak za późno. Król był zdyskredytowany wieloletnią współpracą z dyktaturą, a kraj był zdezorganizowany politycznie po siedmiu latach represji. Rząd Berenguera upadł. Następny także. W 1931 po przegranych przez monarchistów wyborach samorządowych Alfons XIII zmuszony został do wyjazdu z kraju. Osiedlił się pierwotnie w Paryżu, gdzie przebywały już jego małżonka i córki, później przeniósł się do Włoch. Latem 1931 przebywał w sopockim Grand Hotelu, a także w Gdyni.

## Śmierć
Król był namiętnym palaczem. Od 1940 jego stan zdrowia stale się pogarszał. Cierpiał na dusznicę bolesną. Przed śmiercią przekazał prawa dynastyczne i prawo do objęcia tronu trzeciemu synowi Janowi. Dwaj pierwsi zrzekli się swoich pretensji do tronu. Zmarł 28 lutego 1941 w Rzymie.

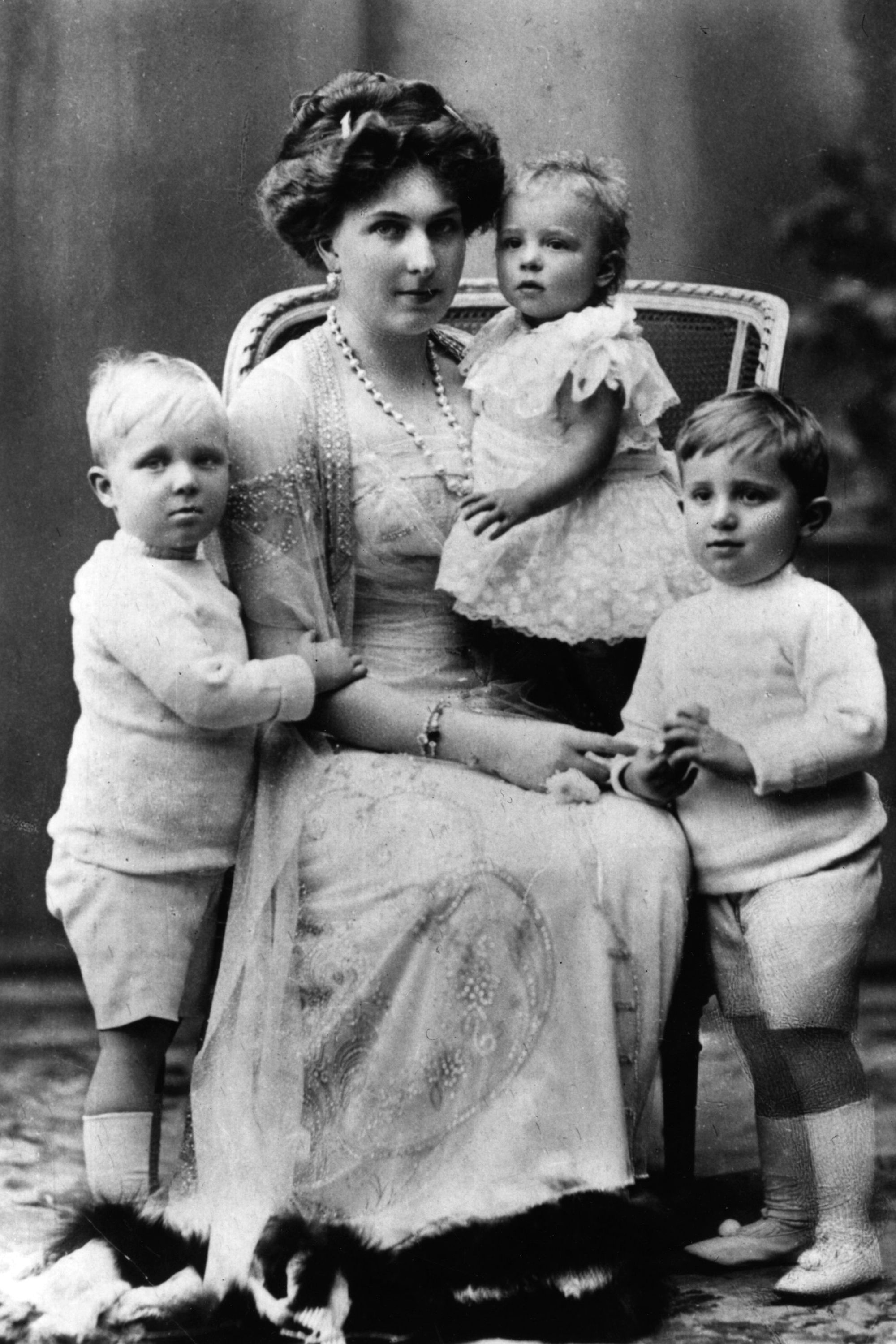
Żona Alfonsa XIII, królowa Wiktoria Eugenia z dziećmi

## Małżeństwo i potomstwo
Alfons był żonaty z Wiktorią Eugenią – córką Henryka Battenberga, która przekazała najstarszemu i najmłodszemu synowi hemofilię, pojawiającą się co drugie pokolenie u męskich potomków królowej Wiktorii. Pozostawił po sobie sześcioro dzieci (dwie córki i czterech synów):
- Alfonsa Pío Cristino Eduarda (1907–1938), księcia Asturii
- Jaime Leopolda Isabelina Enrique (1908–1975), księcia Segowii i Madrytu
- Beatriz Isabel Federicę Alfonsę Eugenię (1909–2002)
- Maríę Cristinę Teresę Alejandrę (1911–1996)
- Juana Carlosa Teresa Silvestra Alfonsa (1913–1993), hrabiego Barcelony
- Gonzala Manuela Maríę Bernarda (1914–1934)

Alfons XIII miał również kilkoro dzieci ze związków pozamałżeńskich:
- z francuską arystokratką Mélanie de Gaufridy de Dortan, miał syna:
  - Rogera Leveque de Vilmorin (1905–1980)
- z hiszpańską aktorką Carmen Ruíz Moragas, miał dwoje dzieci:
  - Anę Maríę Teresę Ruíz Moragas (1925–1965)
  - Leandra Alfonsa Ruíza Moragasa (ur. 1929), oficjalnie uznanego 21 maja 2003 jako „Leandro Alfonso de Borbón Ruíz, syn króla, infant Hiszpanii”

## Życie prywatne
Był miłośnikiem wszelakich sportów (głównie polo) i – co zarzucali mu przeciwnicy – sybarytą i rozpustnikiem. W 1920 nadał stołecznemu klubowi piłkarskiemu, któremu gorąco kibicował, tytuł „Królewskiego” (Real). W 1922 odznaczony Orderem Orła Białego.

## Wywód przodków
| Prapradziadkowie                               | król Hiszpanii Karol IV Burbon (1748–1819) ∞1765 Maria Burbon-Parmeńska (1751–1819)          | król Obojga Sycylii Franciszek I Burbon (1777–1830) ∞1802 Maria Izabela Burbon (1789–1848)   | król Hiszpanii Karol IV Burbon (1748–1819) ∞1765 Maria Burbon-Parmeńska (1751–1819)          | król Obojga Sycylii Franciszek I Burbon (1777–1830) ∞1802 Maria Izabela Burbon (1789–1848)   | Cesarz rzymsko-niemiecki Leopold II Habsburg (1747–1792) ∞1765 Maria Ludwika Burbon (1745–1792) | Fryderyk Wilhelm Nassau-Weilburg (1768–1816) ∞1788 Luise Kirchberg (1772–1827)         | Cesarz rzymsko-niemiecki Leopold II Habsburg (1747–1792) ∞1765 Maria Ludwika Burbon (1745–1792) | Ludwik Wirtemberski (1817) ∞1797 Henrietta Nassau-Weilburg (1780–1857)                 |
| Pradziadkowie                                  | Franciszek de Paula Burbon (1794–1865) ∞1819 Ludwika Charlotta Burbon-Sycylijska (1804–1844) | Franciszek de Paula Burbon (1794–1865) ∞1819 Ludwika Charlotta Burbon-Sycylijska (1804–1844) | król Hiszpanii Ferdynand VII Burbon (1784–1833) ∞1829 Maria Krystyna Sycylijska (1806–1878)  | król Hiszpanii Ferdynand VII Burbon (1784–1833) ∞1829 Maria Krystyna Sycylijska (1806–1878)  | Karol Ludwik Habsburg (1771–1847) ∞1815 Henrietta Nassau-Weilburg (1797–1829)                   | Karol Ludwik Habsburg (1771–1847) ∞1815 Henrietta Nassau-Weilburg (1797–1829)          | Józef Habsburg (1776–1847) ∞1819 Maria Dorota Wirtemberska (1797–1855)                          | Józef Habsburg (1776–1847) ∞1819 Maria Dorota Wirtemberska (1797–1855)                 |
| Dziadkowie                                     | Franciszek de Asís Burbon (1822–1902) ∞ 1846 królowa Hiszpanii Izabela II Burbon (1830–1904) | Franciszek de Asís Burbon (1822–1902) ∞ 1846 królowa Hiszpanii Izabela II Burbon (1830–1904) | Franciszek de Asís Burbon (1822–1902) ∞ 1846 królowa Hiszpanii Izabela II Burbon (1830–1904) | Franciszek de Asís Burbon (1822–1902) ∞ 1846 królowa Hiszpanii Izabela II Burbon (1830–1904) | Karol Ferdynand Habsburg (1818–1874) ∞ 1854 Elżbieta Franciszka Habsburg (1831–1903)            | Karol Ferdynand Habsburg (1818–1874) ∞ 1854 Elżbieta Franciszka Habsburg (1831–1903)   | Karol Ferdynand Habsburg (1818–1874) ∞ 1854 Elżbieta Franciszka Habsburg (1831–1903)            | Karol Ferdynand Habsburg (1818–1874) ∞ 1854 Elżbieta Franciszka Habsburg (1831–1903)   |
| Rodzice                                        | król Hiszpanii Alfons XII Burbon (1857–1885) ∞1879 Maria Krystyna Habsburg (1858–1929)       | król Hiszpanii Alfons XII Burbon (1857–1885) ∞1879 Maria Krystyna Habsburg (1858–1929)       | król Hiszpanii Alfons XII Burbon (1857–1885) ∞1879 Maria Krystyna Habsburg (1858–1929)       | król Hiszpanii Alfons XII Burbon (1857–1885) ∞1879 Maria Krystyna Habsburg (1858–1929)       | król Hiszpanii Alfons XII Burbon (1857–1885) ∞1879 Maria Krystyna Habsburg (1858–1929)          | król Hiszpanii Alfons XII Burbon (1857–1885) ∞1879 Maria Krystyna Habsburg (1858–1929) | król Hiszpanii Alfons XII Burbon (1857–1885) ∞1879 Maria Krystyna Habsburg (1858–1929)          | król Hiszpanii Alfons XII Burbon (1857–1885) ∞1879 Maria Krystyna Habsburg (1858–1929) |
| Alfons XIII Burbon (1886–1941), król Hiszpanii |                                                                                              |                                                                                              |                                                                                              |                                                                                              |                                                                                                 |                                                                                        |                                                                                                 |                                                                                        |